# ドゥルベの戦い
ドゥルベの戦い（ラトビア語: Durbes kauja, リトアニア語: Durbės mūšis, ドイツ語: Schlacht an der Durbe）とは、13世紀のリヴォニア十字軍の中の戦闘であり、現在のラトビアのリエパーヤの東23kmのドゥルベ近郊で行われた。1260年7月13日のドゥルベの戦いで、サモギティア人はプロイセンのドイツ騎士団とリヴォニアのリヴォニア騎士団の連合軍に完勝した。リヴォニア騎士団長ブルクハルト・フォン・ホーンハウゼンとプロイセンのラント長官ハインリヒ・ボテルを含む約150人の騎士が戦死した。13世紀にドイツ騎士団が喫した敗戦の中で最大の規模であり、2番目に被害が大きいアイズクラウクレの戦いでは71人の騎士が死亡した。この戦闘の結果は1260年から1274年にかけて起きたプロイセン大蜂起のほか、セミガリア人、クロニア人、オシリア人の反乱に影響を与えた。敗戦はドイツ騎士団のリヴォニア征服事業を20年巻き戻し、およそ30年かけてリヴォニアの支配を回復した。

## 背景
ミンダウガスがリトアニア王として戴冠し、1253年にサモギティアの一部をドイツ騎士団に譲渡した後、リヴォニア騎士団はこの地のサモギティア人と戦っていた。サモギティア人はドイツ騎士団への移譲を認めず、独立のために抵抗した。ドイツ騎士団にとっては、本拠地のプロイセンとリヴォニアの支部を物理的に分断するサモギティアは戦略的に重要な地域だった。1257年に新たに建設されたメーメル城（クライペダ）近郊のメーメルの戦いでサモギティア人が12人の騎士を殺害した後、2年の休戦協定が結ばれた。休戦の期間が経過した後、サモギティア人はクールラントに侵入し、1259年のスクオダスの戦いで騎士団を破り、スクオダスの勝利はセミガリア人の反乱を引き起こした。騎士団は戦略的な立場の強化を図り、セミガリア人の前線基地に城砦に建てんとテールヴェテを攻撃した。テールヴェテへの攻撃に失敗するが、サモギティアのドベレとゲオルゲンブルク（ユルバルカスか）に砦を建設した。セミガリア人はドベレの砦を攻撃するが包囲の戦術が不十分であり、多数の死者を出した。ゲオルゲンブルクへは直接攻撃を行わなかったが、近隣に基地を建設して城への物資を遮断し、守備隊を継続的に妨害した。

## 戦闘
リヴォニアの騎士団長ブルクハルト・フォン・ホーンハウゼンはセミガリア人に対する軍事行動のため、大軍を編成した。1260年1月25日に騎士団は教皇アレクサンデル4世から十字軍を祝福する教皇勅書を獲得し、マゾフシェ公シェモヴィト1世と和平条約を結んだ。プロイセンのドイツ騎士団とリヴォニア騎士団、騎士団に与する勢力はメーメル城で合流し、包囲されたゲオルゲンブルクの救援を計画した。しかし、騎士団はサモギティアの大軍がクールラントを襲撃していることを知り、サモギティア軍を止めるために現在のラトビア方面に向けて進軍することを決定した。騎士団とサモギティア人の軍は、ドゥルベ湖の南岸で遭遇する。
騎士団の内部では意見の不一致が起きており、エストニアのデーン人は沼地での戦闘に適していない輓馬からの下乗を拒んでいた。戦闘が始まった時、騎士団がサモギティア人の野営地に捕らえられていたクロニア人の解放に同意しなかったため、騎士団側のクロニア人は戦闘を放棄した。年代記作家のデュイスブルクのペーターは、クロニア人が背後から騎士団を攻撃したとさえ主張している。他のバルト地域の部族はすぐに戦場から逃亡し、この損失の後に騎士団は包囲され、甚大な被害を被った。100人の世俗の騎士と一般の兵士と共に、およそ150人の騎士が死亡した。
戦闘は『リヴォニア押韻年代記』に詳細に記述されているが、誰がサモギティア人の指導者であったかを記した同時代の史料はない。シモン・グルナウのみは、1517年から1526年にかけて著した年代記の中でリトアニアのトレニオタが指揮を執っていたと記録している。1982年に歴史家のエドヴァルダス・グダヴィチウスはサモギティア人ではないトレニオタにサモギティア軍の指揮は不可能だと主張する説を発表した。また、Inga Baranauskienėは1256年以前に選出されたサモギティアの長老アルミナスが戦闘の指揮を執ったと考えている。

## 余波
ドゥルベの戦闘の後、1260年から1274年までのプロイセン大蜂起を含むバルト地方全土でドイツ騎士団に対する多くの反乱が発生した。1267年にクールラントが降伏する一方、セミガリアでは30年間反乱が続いた。クロニア人はセミガリア人と共にヴェンタ川の西にあるドイツ騎士団の城を攻撃し、1261年2月3日に帰還中のクロニア人とセミガリア人の軍はリェルヴァーデ近郊で騎士団を打ち負かし、10人を殺害した。1261年にサーレマー島のオシリア人の蜂起が鎮圧される。これらの戦闘は騎士修道会のリヴォニアでの征服事業を約20年後退させ、支配を回復するためにおよそ30年を必要とした。
敗北の余波でトレニオタは叔父のミンダウガスに彼のキリスト教を棄教し、ドイツ騎士団との和平を破棄するよう説きつけた。トレニオタはリヴォニアへの軍事行動を組織し、リトアニアからの援助を得た。1263年にトレニオタはミンダウガスを暗殺してリトアニアの指導者となり、リトアニアは異教国に戻った。ミンダウガス暗殺後の不安定な状況のため、リトアニアは騎士団の弱体化を最大限に活用できなかったが、騎士団は反乱を起こした地域の再征服に専念し、1280年までリトアニアに危機はもたらされなかった。